# 高雄市立高雄高級工業職業学校
高雄市立高雄高級工業職業学校（たかおしりつたかおこうきゅうこうぎょうしょくぎょうがっこう、英語: Kaohsiung Municipal Kaohsiung Industrial High School、略称：高雄高工、雄工、KIHS）は、高雄市三民区 にある公立高等学校。

## 校史
- 1942年、開校

## 校長
- 宮本清利：1942年4月1日-1945年8月15日（日本統治時代）
- 陳清全：1945年8月-1945年11月（代理）-
- 邱克修：1945年11月-1946年6月
- 李鐘淵：1946年6月-1946年9月（代理）
- 李鐘淵：1946年9月-1947年2月（代理）
- 廖行貴：1947年2月-1947年4月
- 唐　智：1959年8月-1972年1月
- 夏漢民：1972年1月-1972年9月
- 王承祐：1972年9月-1982年4月
- 孫明霞：1982年4月-1982年5月（代理）
- 許朝智：1982年5月-1991年2月
- 林顯茂：1991年2月-1998年8月
- 黃明來：1998年8月-1999年6月（代理）
- 孫明霞：1999年6月-2007年7月31日
- 吳參鏡：2007年8月1日-2015年7月31日
- 楊狄龍：2015年8月1日-